# Carl Woese
Carl Richard Woese (Syracuse (New York), 15 juli 1928 – Urbana (Illinois),  30 december 2012) was een Amerikaanse microbioloog en biofysicus die bekend is vanwege het definiëren van de Archaea als domein van organismen in 1977. Hij was daarnaast de grondlegger van de hypothese van een RNA-wereld, een term die voor het eerst in 1986 door Nobelprijswinnaar Walter Gilbert gebruikt werd.

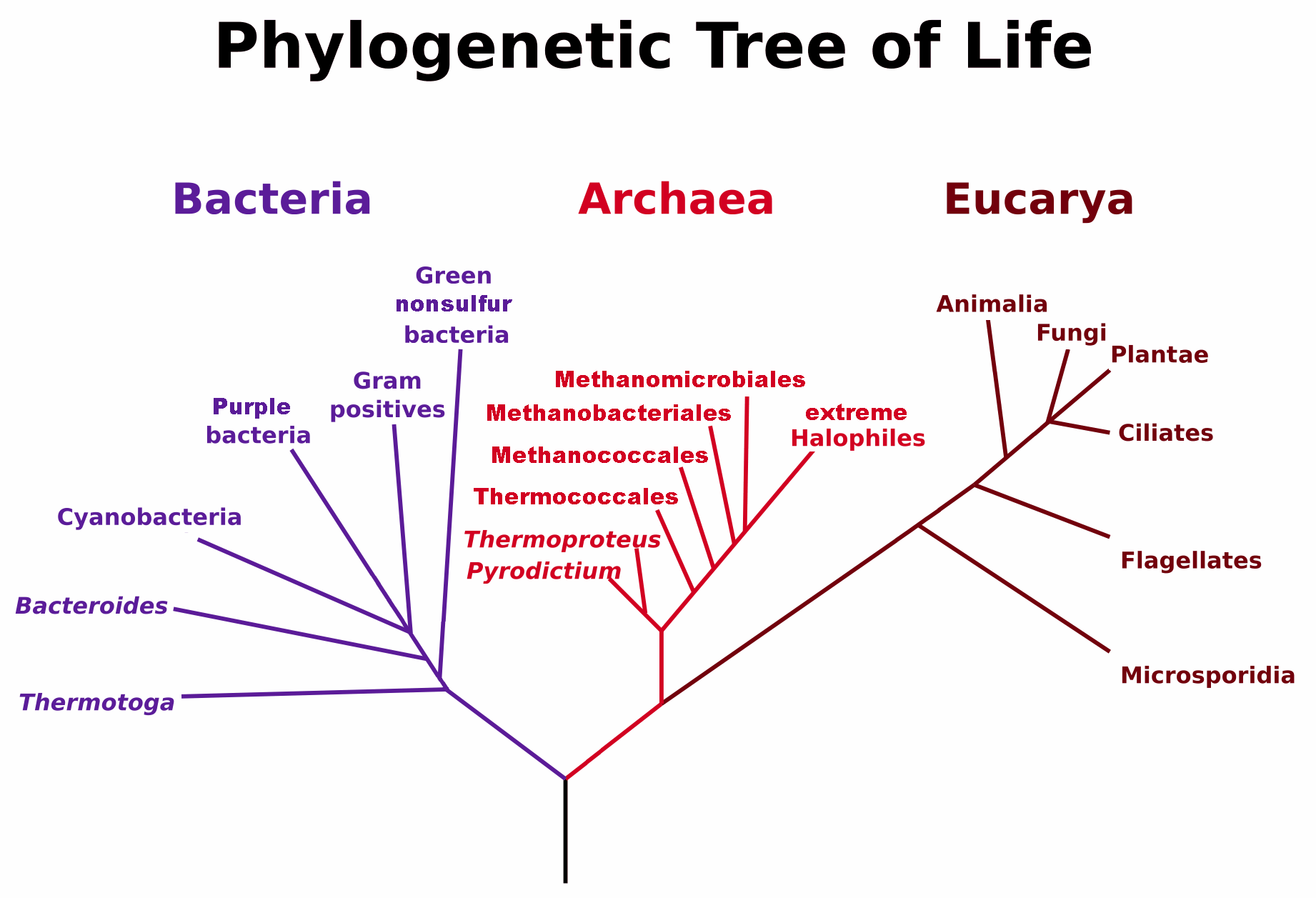
Fylogenetische stamboom gebaseerd op Woese et al. 1990

Het definiëren van de Archaea deed Carl Woese op basis van onderzoek aan het 16S ribosomaal RNA. Hij stelde dat Archaea voldoende verschillen van bacteriën om ze in een apart rijk (domein) te plaatsen. Dit voorstel werd zeer vijandig ontvangen door de wetenschappelijke wereld (microbiologen en evolutiebiologen) onder andere omdat het in strijd was met de algemeen geaccepteerde Prokaryoten-Eukaryoten tweedeling. Bekende biologen als Ernst Mayr (1904-2005) waren tegenstanders van dit voorstel. Nobelprijswinnaar Salvador Luria (1912-1991) werkte hem zelfs actief tegen. Woese werd gezien als buitenstaander (hij was fysicus) en zonderling (hij gebruikte een toen onbekende techniek die alleen hij beheerste). De weerstand was aanvankelijk meer op vooroordeel gebaseerd dan op het onpartijdig onderzoeken van de gegevens. Pas in 1996 toen het volledig genoom van Methanococcus jannaschii werd gepubliceerd, werd het derde domein Archaea door de wetenschappelijke wereld  geaccepteerd. Methanococcus jannaschii is een levensvorm die leeft nabij het bijna kokende water van vulkanische schoorstenen op de oceaanbodem op duizenden meters diepte, zonder licht, in een omgeving die vooral zwavel bevat. 
Een andere hypothese van Carl Woese is een wereld waarin organismen vrijelijk genen uitwisselden, op dat moment was er nog geen sprake van soorten. Soorten ontstonden pas nadat organismen ophielden met het vrij uitwisselen van genetisch materiaal.

## Onderscheidingen
- Carl Woese ontving in 1992 de Leeuwenhoekmedaille van de Koninklijke Nederlandse Akademie van Wetenschappen.[9]
- Crafoordprijs in 2003